# Danilo-Kultur

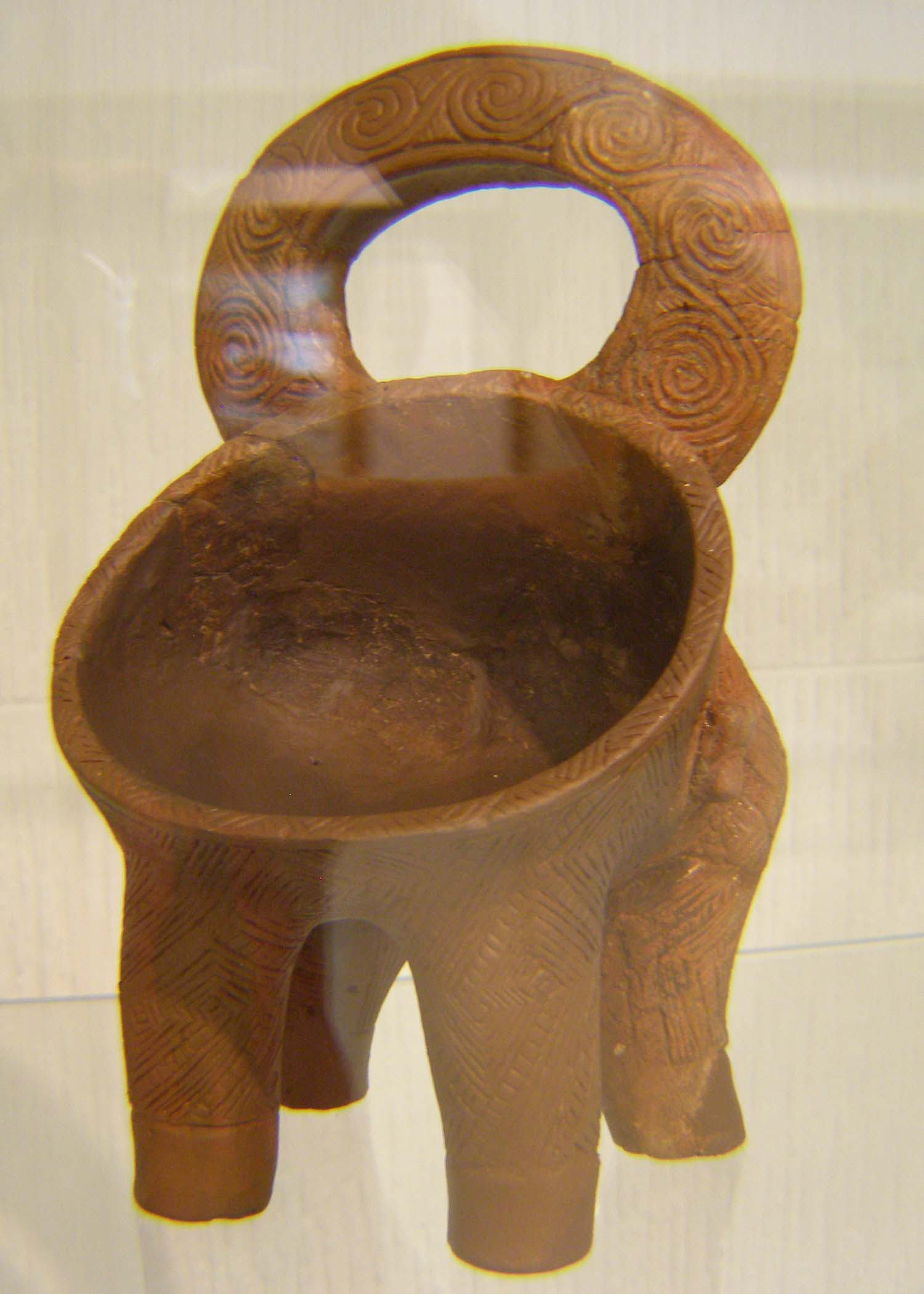
Zoomorphes Rhyton, Archäologisches Museum Zadar

Die Danilo-Kultur ist eine mittelneolithische Kultur in Dalmatien, Istrien und dem Triester Karst. Nach Radiokarbondaten bestand sie zwischen 5600 und 4900 v. Chr. Sie ist nach der Siedlung Danilo Bitinj im Kreis Šibenik-Knin benannt.

## Verbreitung
Die frühesten Funde finden sich im Norden der Adriaküste, wo Funde der Impresso-Keramik fehlen. Im südlichen Verbreitungsgebiet scheinen Impresso und Danilo für etwa 100 Jahre koexistiert zu haben. Die beiden Keramikstile werden aber nie zusammen gefunden.

## Regionalstile
Für Istrien und den Karst ist der ‘Danilo-Vlaška’ Stil typisch, im nördlichen Dalmatien findet sich mehrfarbig bemalte dünnwandige Figulina-Keramik (polychromes Danilo), während im südlichen Dalmatien Bemalung zusammen mit Ritzverzierung auftritt (Süddalmatisches polychromes Danilo, Gudjna-Kultur, Vela Luka-Kultur).

## Siedlungswesen und Fundorte
Funde stammen vor allem aus Höhlen. Küstennahe offene Siedlungen können teilweise dem steigenden Meeresspiegel zum Opfer gefallen sein, wie das auch im Bereich der Cardial-Kultur der Fall ist. Danilo selbst ist eine Flachsiedlung.
Fundorte:
- Danilo Bitinj (Kreis Šibenik-Knin), eponymer Fundort. Ausgrabungen in den 1950er Jahren durch Korošec.[6] Weitere Grabungen fanden dort in den 2000er Jahren statt.[7]
- Gudnja
- Krivače bei Bribir
- Nakovana-Höhle
- Pokrovnik Pećina I.[8] Hier wurden auch Schichten der Impresso-Kultur gefunden.
- Ravlića pećina
- Smilčić
- Vela spila, Korčula

## Bestattungssitten
Bestattungen sind bisher selten. In Danilo wurden fünf Kindergräber gefunden, außerdem ein einzelnes Schädelfragment.

## Funde
Die Keramik ist meist aus grobem Ton gefertigt und mit geometrischen Ritzverzierungen versehen. Spiralmuster dominieren. Neben kumpfartigen Formen sind Schalen und Teller belegt. Ferner sind grobkeramische Siebgefäße bekannt. Sogenannte Rhyta mit vier Füßen, einer weiten schrägen Mündung und einem großen oberrandständigen Henkel sind meist mit eingeritzten geometrischen Mustern verziert. Die Ritzlinien weisen eine rote oder weiße Inkrustation auf. Diese Gefäße wurden oft als Kultgefäße interpretiert. Nach den Ergebnissen einer Lipid-Analyse scheinen die „Rhyta“ jedoch Käse enthalten zu haben. Dies ist einer der frühesten Nachweise von Käse überhaupt. Ähnliche Formen sind auch aus der Kakanj-Gruppe bekannt.
In der lithischen Industrie tauchen zum ersten Mal lange, gedrückte Klingen auf. Neben Feuerstein wurde auch Obsidian verwendet, der sowohl aus Lipari, Palmarola als auch aus den karpatischen Vorkommen stammt. Aus der Siedlung von Danilo ist ein Spondylus-Armband bekannt.

## Wirtschaft
An Getreideresten ist bisher Brotweizen nachgewiesen. Maria Hopf untersuchte den Hüttenlehm aus Danilo und identifizierte Emmer und Einkorn sowie einen möglichen Abdruck einer Nacktgerstengranne.

## Folgekulturen
Auf die Danilo-Kultur folgt die spätneolithische Hvar-Kultur. Sie ist vor allem in Dalmatien verbreitet.